# Le Chay
Chay – miejscowość i gmina we Francji, w regionie Nowa Akwitania, w departamencie Charente-Maritime.
Według danych na rok 1990 gminę zamieszkiwało 529 osób, a gęstość zaludnienia wynosiła 44 osób/km² (wśród 1467 gmin regionu Poitou-Charentes Chay plasuje się na 535 miejscu pod względem liczby ludności, natomiast pod względem powierzchni na miejscu 728).